# Poua Vella de la Franquesa
La Poua Vella de la Franquesa és una obra del municipi de Moià (Moianès) inclosa en l'Inventari del Patrimoni Arquitectònic de Catalunya.

## Descripció
Es tracta d'un pou de glaç d'estructura poc usual en comparació de la zona. És una construcció subterrània de planta rectangular (10x5,90m.) coberta per una volta de canó reforçada amb 7 arcs feixons. Cada arc està recolzat amb columnes adossades de 3m d'alçada cadascuna i dels 7 arcs inicials actualment només en queden 4 amb la part corresponent de paret i sostre (el qual està fet amb lloses de grans dimensions). L'alçada total de la construcció és de 6,20m. Els accessos no se sap on eren perquè més de la meitat de la construcció està enrunada.

## Història
Els pous del gel, es construïren i obtingueren la seva major rendibilitat en el decurs dels segles XVII, XVIII i part del XIX quan la fabricació o comercialització del gel representava una bona font d'ingressos. No obstant, durant la primera meitat del segle XX alguns pous continuaren funcionant, malgrat que l'aparició del gel artificial amb l'arribada de l'electricitat i els transports moderns fessin desaparèixer aquest tipus d'indústria. Els últims pous en funcionament ja no comercialitzaven amb els hospitals, mercat, ... de Barcelona, sinó que eren d'ús propi.
Les condicions necessàries per a la construcció d'un pou de glaç, són la proximitat a les vies d comunicació, amb llocs de consum no gaire allunyats i la seva instal·lació en llocs de fortes glaçades i bones aigües. El gel es recollia a l'hivern a les basses o rieres properes al pou. Es tallava en blocs i s'emmagatzemava per capes recobertes de palla, vegetació i gel trossejat dins les poues fins que a l'estiu, segons la demanda, s'anava extraient i transportant dins de sàrries també cobertes de palla i boll.